# Håkon III.
Håkon III. Sverresson (* um/nach 1170; † 1. Januar 1204), altnordisch: Hákon Sverrisson, war Birkebeinerkönig von Norwegen ab 1202.
Er wurde als zweiter illegitimer Sohn Sverres, König von Norwegen 1184–1202, damals aber noch ein Abenteurer auf den Färöer-Inseln, und seiner Konkubine Astrid Roesdatter geboren.
Der Bürgerkrieg in Norwegen von 1130 bis 1240 hatte verschiedene Gründe, unter anderem eine unklare Nachfolgeregelung für den Fall des Ablebens des jeweiligen Königs, soziale Umstände, den Machtkampf zwischen Kirche und König sowie Streitigkeiten zwischen verschiedenen Adelsfamilien, die letztlich zur Entstehung zweier Parteien – der Bagler und Birkebeiner – führte. Dabei scharten sich die Gefolgsleute der einzelnen Parteien in der Regel um den Sohn eines Königs, um ihren Machtanspruch zu untermauern.
Håkon wird namentlich erstmals 1197 anlässlich einer Schlacht gegen die Bagler in Oslo als einer der Anführer der Armee seines Vaters und in der Folge mehrfach als Beteiligter an diesen Kämpfen erwähnt. Auf dem Totenbett erklärte Sverre, dass Håkon sein einziger lebender Sohn sei und schrieb diesem noch einen Brief, in dem er ihn aufforderte, den so lange schon bestehenden Konflikt mit der Kirche zu regeln.
Håkon war ein gebildeter Mann und gilt als Übersetzer der Legende von Barlaam und Josaphat aus dem Lateinischen in die norröne Sprache.
Die hauptsächlichen Quellen über Håkons Leben sind die Sverris saga und die Bagler-Sagas, beide kurz nach den entsprechenden Ereignissen im 13. Jahrhundert entstanden.